# SN 2009gr
SN 2009gr – supernowa odkryta 14 czerwca 2009 roku w galaktyce A172538+1907. W momencie odkrycia miała maksymalną jasność 18,80m.